# 8527 Katayama
8527 Katayama eller 1992 SV12 är en asteroid i huvudbältet som upptäcktes den 28 september 1992 av de båda japanska astronomerna Kazuro Watanabe och Kin Endate vid Kitami-observatoriet. Den är uppkallad efter den japanen Eisaku Katayama.
Asteroiden har en diameter på ungefär 4 kilometer.